# Oscar-Niemeyer-Auditorium
Das Oscar-Niemeyer-Auditorium ist ein italienischer Konzertsaal mit 400 Plätzen und einer Fläche von 1800 m² in Ravello an der Amalfiküste. Es wurde nach seinem Entwerfer, dem brasilianischen Architekten und wichtigen Vertreter der klassischen Moderne, Oscar Niemeyer benannt.

## Entwurf und Bau
Traditionell findet im Park der Villa Rufolo von Ravello jährlich im Sommer eine Richard-Wagner-Konzertreihe statt, die an den Aufenthalt Wagners 1880 ebendort erinnert. Im Juli 2000 beauftragte die Fondazione Ravello den Architekten Oscar Niemeyer mit dem Entwurf eines Konzertsaals, um auch im Winter einen Veranstaltungsort bieten zu können. Niemeyer wählte die schlichte Form einer Welle aus weiß gestrichenem Beton, die 300 Meter über dem Meer an der Steilküste liegt. Während die Zuschauerränge an das Gelände angepasst sind, kragt der Orchesterraum über den Steilhang aus. Niemeyer entwarf auch die Bestuhlung. Dem Bau wird eine hervorragende Akustik bescheinigt. Vor dem Konzertsaal befindet sich eine große Terrasse aus Sichtbeton, auf der ebenfalls Kulturveranstaltungen stattfinden. Niemeyer entwarf das Projekt in seinem Büro in Rio de Janeiro und war nie vor Ort. Die Bauausführung in Ravello leistete das Büro Alvisi Kirimoto + Partners.

## Kosten
Die Baukosten in Höhe von etwa 18 Millionen Euro wurden zum großen Teil von der Europäischen Union aufgebracht. Die laufenden Kosten wurden bis 2010 von der Stiftung der Bank Monte dei Paschi di Siena bestritten. Seither wird der Betrieb des Auditorium und das Festival von der Region Kampanien mit jährlich über einer Million Euro finanziert.

## Eröffnung und Nutzung
Mit dem Bau konnte wegen verschiedener Gerichtsverfahren erst im Oktober 2006 begonnen werden. Unter anderem hatte die Umweltschutzorganisation Italia Nostra Einspruch erhoben. Kritikpunkt war die Störung der als UNESCO-Welterbe geschützten Amalfiküste. 
Der Saal wurde schließlich am 29. Januar 2010 mit einem Konzert des Teatro San Carlo aus Neapel und am folgenden Tag mit einem Konzert von Lucio Dalla eröffnet, aber sofort danach wieder geschlossen, da sich die Gemeinde und die Fondazione Ravello nicht über den Betrieb des Konzertsaals einigen konnten. Im Dezember 2010 verlangte die Europäische Kommission Auskunft über die Situation. Im März 2012 berichtete die Zeitung La Repubblica, dass das Gebäude, immer noch kaum genutzt, bereits Verfallserscheinungen zeigt. 2015 wurde das Auditorium erstmals auch für Veranstaltungen im Winter genutzt. In der Saison 2016 wurden einige Konzerte gegeben, die meisten Veranstaltungen des Ravello Festival finden aber weiterhin in der Villa Rufolo statt.